# Daga
Řeka Daga (neboli také Khor Daga) je řekou v Jižním Súdánu. Teče také horami v Etiopii, kde je známa jako Deqe Sonka Shet. Po průtoku ve městě Daga Post se ztrácí v mokřadech Machar Marshes.